# Lithomyrtus obtusa
Lithomyrtus obtusa é uma espécie de angiosperma da família Myrtle, Myrtaceae. Ocorre em áreas costeiras na Nova Guiné e Queensland, Austrália.
É um arbusto que cresce entre 1 e 2 metros de altura. As folhas têm bordas recurvadas e são peludas na parte inferior. As flores cor-de-rosa aparecem entre janeiro e setembro na área nativa da espécie. Seguem-se frutos globosos a cilíndricos com cálice persistente.
Em 1770, o material vegetal foi coletado em Cape Grafton, Endeavor River e Point Lookout (14° 49′ S, 145° 13′ L) (não confundir com Point Lookout, também chamado por Cook), pelos botânicos Joseph Banks e Daniel Solander durante a primeira viagem de descoberta do tenente James Cook. No entanto, a espécie não foi formalmente descrita até 1834 pelo botânico austríaco Stephan Endlicher, que lhe deu o nome de Fenzlia obtusa. A espécie foi transferida para o gênero Myrtella em 1978 e posteriormente para o gênero Lithomyrtus em 1999.